# Giurisdizione esclusiva
La giurisdizione esclusiva è una delle articolazioni della giurisdizione amministrativa nell'ordinamento giuridico italiano, ai sensi dell'art. 7 del Codice del processo amministrativo (decreto legislativo n. 104 del 2 luglio 2010).
In generale, il giudice amministrativo giudica sulla legittimità dei provvedimenti, degli accordi e dei comportamenti dell'autorità amministrativa lesivi di interessi legittimi. Per quanto riguarda la tutela dei diritti soggettivi  è invece competente il giudice ordinario.
In deroga a tale criterio generale di riparto di giurisdizione, l'art. 103 della Costituzione ammette che i TAR e il Consiglio di Stato possano avere, in particolari materie indicate dalla legge, una giurisdizione estesa alla tutela dei diritti soggettivi nei confronti della pubblica amministrazione (cosiddetta giurisdizione esclusiva). L'elenco delle materie attribuite in via esclusiva alla competenza del giudice amministrativo è fornito dall'art. 133 del Codice del processo amministrativo. Le materie più importanti riguardano le procedure di evidenza pubblica, le concessioni di beni e servizi pubblici, l'urbanistica, l'edilizia, le espropriazioni e gli aiuti di Stato. Il legislatore ordinario, peraltro, non è del tutto libero di devolvere talune materie alla giurisdizione esclusiva del giudice amministrativo, potendo sottrarle alla giurisdizione ordinaria nelle sole ipotesi in cui la pubblica amministrazione agisca, o abbia la facoltà di agire, esercitando un potere autoritativo.
| Controllo di autorità | Thesaurus BNCF 52392 |